# Setra S 415 LE Business
De Setra S 415 LE Business is een low entry-autobus, geproduceerd door de Duitse busfabrikant Setra en is de opvolger van de S 415 NF.

## Inzet
Dit model bus wordt in Nederland onder andere ingezet door Keolis Nederland onder de naam Syntus Utrecht.
| Bedrijf                                 | Aantal    | Series        | Inzet                                                    | Opmerkingen | Afbeelding |
| Duitsland                               | Duitsland | Duitsland     | Duitsland                                                | Duitsland | Duitsland  |
| --------------------------------------- | --------- | ------------- | -------------------------------------------------------- | --- | ---------- |
| Heidenheim-Ulm GmbH (Duitse Rode Kruis) | 1         | -             | Intensivbus                                              | Vervoer van (trauma)patiënten als ambulancebus |            |
| Huber Health Care SE                    | 1         | -             | Vaccinatiebus                                            | |            |
| Luxemburg                               |           |               |                                                          | |            |
| André Bustouristik                      | 3         | AN1114-AN1116 | Lijn 407 Ettelbruck - Prüm                               | |            |
| André Bustouristik                      | 1         | AN1120        | Lijn 407 Ettelbruck - Prüm                               | |            |
| Gemeng Waldbelleg                       | 1         | ????          | Streekdienst                                             | |            |
| Voyages Huberty                         | 2         | HU3011-HU3012 | Streekdienst                                             | |            |
| Voyages Stephany                        | 3         | VS3060-VS3062 | Streekdienst                                             | |            |
| Voyages Stephany                        | 1         | VS3068        | Streekdienst                                             | |            |
| Nederland                               |           |               |                                                          | |            |
| Arriva                                  | 1         | 725           | Diverse lijnen rond Breda                                | Overgegaan naar Juijn, daarna naar Ringelberg en daarna weer terug naar Juijn.                                                                                     |            |
| BusiNext                                | 1         | 566           | Pendelritten op Schiphol                                 | Oorspronkelijke demobus voor Syntus Utrecht. Draagt nu deels de Connexxion huisstijl vanwege eerdere inzet in HWGO. Reed tot diens faillissement in 2020 voor TCR. |            |
| Corendon / Met en Co                    | 1         | 59-BLB-2      | Pendelvervoer rond Schiphol                              | |            |
| Jonker Travel                           | 1         | 97-BZH-1      | Hotelvervoer Schiphol                                    | |            |
| Jonker Travel                           | 1         | 98-BZH-1      | Hotelvervoer Schiphol                                    | |            |
| Juijn                                   | 8         | 350-357       | Achterhoek-Rivierenland                                  | Bussen rijden in opdracht van Arriva en dragen daar de nummers 5041 - 5048.                                                                                        |            |
| Juijn                                   | 1         | 358           | Achterhoek-Rivierenland                                  | Ex-Arriva 0725, reed tijdelijk voor Ringelberg Tours. Draagt Arriva-nummer 5358. Betrokken bij dodelijk ongeval te Neerijnen op 18 mei 2020.                       |            |
| Van Kooten                              | 7         | 201-207       | Provincie Utrecht, treinvervangend vervoer               | Tevens Syntus 1035, 1030 - 1034, 1029, 1036. 207 is terug naar Syntus.                                                                                             |            |
| Van Kooten                              | 1         | 209           | Provincie Utrecht, treinvervangend vervoer               | Tevens Syntus 1035, 1030 - 1034, 1029, 1036. 207 is terug naar Syntus.                                                                                             |            |
| Pouw Vervoer                            | 9         | 1646-1654     | Stads- en streekvervoer provincie Utrecht, pendelvervoer | 1646 en 1647 rijden sinds januari 2025 voor Syntus Utrecht zelf.                                                                                                   |            |
| Ringelberg Tours                        | 1         | 160           | Pendelvervoer                                            | Voorheen Juijn, daarvoor Arriva, is retour Juijn. |            |
| Keolis Nederland (Syntus Utrecht)       | 101       | 1001-1101     | Stads- en streekvervoer provincie Utrecht                | 1030-1036 zijn ter beschikking gesteld aan Van Kooten. |            |
| Keolis Nederland (Syntus Utrecht)       | 46        | 1602-1647     | Stads- en streekvervoer provincie Utrecht                | 1612 is ter beschikking gesteld aan Pouw Vervoer. 1646 en 1647 reden tot januari 2025 voor Pouw Vervoer.                                                           |            |
| TCE Tours                               | 1         | 124           | IJssel-Vecht                                             | Ex Stefan Riess NÖ-SR 415 |            |
| TCR                                     | 1         | 566           | Hoeksche Waard - Goeree-Overflakkee, Schiphol            | Ex-Syntus Utrecht demobus |            |
| Van Dijk                                | 2         | 809-810       | Oost-Brabant                                             | Deze bussen zijn naar van Driel gegaan |            |
| Van Driel                               | 2         | 308-309       | Oost-Brabant (in opdracht van Arriva)                    | Ex Van Dijk 809 en 810 |            |

## Verwante bustypen

### Hoge vloer
- Setra S 412 UL - 11 meteruitvoering (2 assen)
- Setra S 415 UL - 12 meteruitvoering (2 assen)
- Setra S 416 UL - 13 meteruitvoering (2 assen)
- Setra S 417 UL - 14 meteruitvoering (3 assen)
- Setra S 419 UL - 15 meteruitvoering (3 assen)

### Lage vloer
- Setra S 416 LE Business - 13 meteruitvoering (2 assen)
- Setra S 418 LE Business - 15 meteruitvoering (3 assen)